# 佐野菜見
佐野 菜見（さの なみ、1987年4月17日 - 2023年8月5日）は、日本の漫画家。女性。兵庫県西宮市出身。

## 来歴
2010年に読み切り作品「ノンシュガーコーヒー」が『Fellows!』（エンターブレイン）に掲載され、漫画家としてデビューする。
2013年には連載作『坂本ですが?』がコミックナタリー大賞を受賞した。同作はその後2016年4月から6月までテレビアニメ化された。
『ミギとダリ』のアニメ化を2か月後に控えた2023年8月5日、卵巣癌により死去。36歳没。

## 作品リスト

### 連載
- 坂本ですが?（『Fellows!』→『ハルタ』2012年[9] - 2015年[10]） - 同名読み切りの連載化作品。
- ミギとダリ（『ハルタ』2017年[11] - 2021年[12]）

### 読み切り
- ノンシュガーコーヒー（『Fellows!』Vol.10A、2010年） - デビュー作[3][13]。『佐野菜見作品集』に収録。
- 肩幅ひろし（『コスチューム・フェローズ』、2011年[14]） - 『坂本ですが？』1巻、『佐野菜見作品集』に収録。
- テイラーズ・ハウス（『Fellows!』Vol.15[15]、2011年） - 『佐野菜見作品集』に収録。
- 坂本ですが？（『Fellows!』Vol.18、2011年）
- のっぽがいる（『U12 こどもふぇろーず』[13]） - 『佐野菜見作品集』に収録。
- 人よんで8823（『ハルタ』Vol.36[16]、2016年） - 『坂本ですが？』のスピンオフ作品。『佐野菜見作品集』に収録[13]。
- いとしの紙一重（『スレンダーフェローズ』） - 『佐野菜見作品集』に収録[13]。
- 未発表作品 - いずれも『佐野菜見作品集』に収録[13]。
  - チューリップを君に
  - 幸せのチョコレート
  - 月のうた
  - La Rue ラ・ルー
  - マイホーム

### 書籍
- 『坂本ですが?』KADOKAWA〈ビームコミックス〉2013年[17] - 2016年、全4巻
- 『ミギとダリ』KADOKAWA〈ハルタコミックス〉2018年[18] - 2021年、全7巻
- 『佐野菜見作品集』KADOKAWA〈ハルタコミックス〉、2024年8月9日発売[13]、ISBN 978-4-04-737941-1